# Dennis Kucinich
Dennis John Kucinich (IPA /kuːˈsɪnɪtʃ/; * 8. říjen, 1946) americký je americký politik, který byl v letech 1997-2013 kongresmanem za 10. okrsek ve státě Ohio. Je považovaný za představitele levicovějšího křídla Demokratické strany.
Jeho silně liberální postoje a některé kroky, jako navržení impeachmentu tehdejšího prezidenta George W. Bushe a viceprezidenta Dicka Cheneyho nebo skutečnost, že byl jediným demokratem, který hlasoval proti zákonu známému jako PATRIOT Act i proti invazi do Iráku, jej často přivedla do sporu s umírněnějšími postoji většiny představitelů Demokratické strany.

## Osobní život
Narodil se v Clevelandu ve státě Ohio. Jeho otec byl chorvatského a jeho matka irského původu. Byl pokřtěný jako římský katolík a vyrůstal se čtyřmi bratry a dvěma sestrami. Už ve svých jedenadvaceti letech se ucházel o místo v městské radě. Úspěšný byl ale až o dva roky později. Je potřetí ženatý. Poprvé byl ženatý s Helen Kucinichovou. S další exmanželkou Sandrou McCarthyovou má dceru Jackie. V srpnu 2005 se oženil s Britkou Elizabeth Harperovou.

## Politická kariéra
V letech 1977 až 1979 byl 53. starostou Clevelandu. Funkci kongresmana vykonává od roku 1997 a ve svém volebním okrsku, který zahrnuje většinu města Cleveland, předsedá v něm výboru vzdělání a pracovní síly (the Committee on Education and the Workforce) a výboru pro dohled a vládní reformy (the Committee on Oversight and Government Reform). V letech 2004 a 2008 se v demokratických primárkách neúspěšně ucházel o nominaci na kandidáta na prezidenta USA. V roce 2018 se také neúspěšně pokoušel získat demokratickou nominaci na kandidáta na guvernéra státu Ohio.

## Politické postoje
Body, které nastínil ve své prezidentské kampani v roce 2008, obsahují například následující:
- vytvoření univerzální zdravotní péče pro Američany, schopné plného pokrytí základních úkonů (kde zisk není hlavním faktorem)
- státem garantované kvalitní vzdělání od školky po univerzitu
- okamžité stáhnutí amerických ozbrojených sil z Iráku
- okamžité vystoupení USA z WTO a NAFTA
- okamžité odvolání PATRIOT Actu
- zrušení trestu smrti
- uvalení moratoria na geneticky modifikované potraviny
- zamezení privatizaci sociálního pojištění
- sociální zajištění pro všechny nad 65 let
- ratifikace smluv ABM a Kjótského protokolu
- konec programu Válka s drogami (the War on drugs)
- legalizace lékařské marihuany a dekriminalizace jejího vlastnictví
- právo žen na rozhodnutí o své vlastní interrupci
- podpora a obnova venkovských komunit a rodinných osad

V otázkách zahraniční politiky, legalizace drog a občanských svobod se ve velké míře shoduje např. s Ronem Paulem.